# Михнов, Сергей Дмитриевич
Сергей Дмитриевич Михнов (1860—1924) — русский и советский учёный и педагог в области акушерства и гинекологии, доктор медицинских наук (1889), ординарный профессор (1905).

## Биография
Родился 8 октября 1860 года в Киеве.
С 1878 по 1883 год обучался на естественном отделении физико-математического факультета Императорского Санкт-Петербургского университета и с 1883 по 1886 год обучался в Императорской медико-хирургической академии.
В 1898 по 1900 год на научно-педагогической работе в Императорской медико-хирургической академии в должности приват-доцента, и на клинической работе в Петербургском женском медицинском институте в должности ассистента в клинике под руководством профессора Н. Н. Феноменова.
С 1900 по 1917 год на педагогической работе в Императорском Юрьевском университете в должностях: приват-доцент, с 1903 по 1905 год — экстраординарный профессор, с  1905 по 1917 год —
ординарный профессор и заведующий кафедрой акушерства, женских и детских болезней. С 1918 по 1924 год на педагогической работе в Воронежском государственном университете в должности — заведующий кафедрой акушерства и гинекологии.

### Научно-педагогическая деятельность
Основная научно-педагогическая деятельность С. Д. Михнова была связана с вопросами в области акушерства и гинекологии, эклампсии в том числе её основам клиническим симптомам и лечению предэкламптического состояния. В 1886 году С. Д. Михнов первым в Российской империи описал рак фаллопиевых (маточных) труб, им была предложена теория механизма периода изгнания в родовом акте.
В 1889 году защитил диссертацию на соискание учёной степени доктор медицинских наук по теме: «К вопросу о заболевании Фаллопиевых труб и яичников в паталого-анатомическом и клиническом отношении», в 1903 году ему было присвоено учёное звание экстраординарный профессор, в 1905 году — ординарный профессор. Под руководством С. Д. Михнова было написано около сорока научных трудов.
Скончался 30 октября 1924 года в Воронеже.